# Kasauli
Kasauli là một thị xã quân sự (cantonment) của quận Solan thuộc bang Himachal Pradesh, Ấn Độ.

## Địa lý
Kasauli có vị trí 30°54′B 76°58′Đ / 30,9°B 76,96°Đ Nó có độ cao trung bình là 1795 mét (5889 feet).

## Nhân khẩu
Theo điều tra dân số năm 2001 của Ấn Độ, Kasauli có dân số 4994 người. Phái nam chiếm 56% tổng số dân và phái nữ chiếm 44%. Kasauli có tỷ lệ 80% biết đọc biết viết, cao hơn tỷ lệ trung bình toàn quốc là 59,5%: tỷ lệ cho phái nam là 84%, và tỷ lệ cho phái nữ là 76%. Tại Kasauli, 10% dân số nhỏ hơn 6 tuổi.